# NA-2021
La NA-2021 es un camino asfaltado que comunica el Barrio de Remendia, en el Salazar con la carretera NA-140.
| Denominación | Kilómetro | Salida | Carretera | Dirección                                       |
| ------------ | --------- | ------ | --------- | ----------------------------------------------- |
| NA-2021      | 0         |        | NA-140    | Isaba/Izaba Auritz/Burguete Ochagavía/Otsagabia |
| NA-2021      | 3         |        |           | Remendia                                        |

- Datos: Q12264045